# Washington Rodríguez
Washington Rodríguez Medina (6 de abril de 1944 – 31 de dezembro de 2014) foi um boxeador uruguaio, que conquistou a medalha de bronze na categoria galo (– 54 kg) nos Jogos Olímpicos de Verão de 1964, em Tóquio, no Japão.
Anteriormente, em 1962, Rodríguez conquistou a medalha de bronze na mesma categoria nos Jogos Latino-americanos. Após os Jogos Olímpicos de 1964, ele tornou-se profissional, aposentando-se em 1969 com um histórico de cinco vitórias (quatro por nocaute) e uma derrota. Após sua aposentadoria, trabalhou no Banco Nacional do Uruguai.